# Drop-Point-Klinge

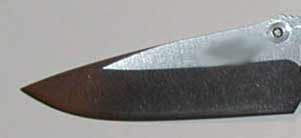
Messer mit Drop-Point-Klinge

Eine Drop-Point-Klinge ist eine Messerklinge, deren Klingenrücken konvex (nach außen gewölbt) zur Klingenspitze hin gebogen ist.
Diese Klingenform ist das Gegenteil der konkaven Clip-Point-Klinge, wie sie beim Bowiemesser vorhanden ist.